# مارغريتا سالاس
مارغريتا سالاس (بالإسبانية: Margarita Salas)‏ (و. 1938  م) هي عالمة كيمياء حيوية، وأستاذة جامعية إسبانية، هي عضوةٌ في الأكاديمية الوطنية للعلوم (منذ 2007)، وهي عضوةٌ في الأكاديمية الملكية الإسبانية (منذ 2003)، وهي عضوةٌ في الأكاديمية الأوروبية للعلوم والآداب.

## التعليم والحياة العملية
حصلت سالاس على درجة البكالوريوس في الكيمياء من جامعة كمبلوتنسي بمدريد، وحصلت على درجة الدكتوراه في عام 1963، وتزوجت في العام نفسه من Eladio Viñuela، الذي أسست معه لاحقا مختبرا لبحوث البيولوجيا الجزيئية في مركز البحوث الجيولوجية في مدريد، وقبل تأسيس هذا المختبر سافرت مارغريتا إلى الولايات المتحدة الأمريكية عاما كاملا للعمل مع عالم الكيمياء الحيوية سيفيرو أوتشوا الحاصل على نوبل في الطب، في عام 1970 بدأ زوجها مجالا مختلفا من البحوث، حيث درس فايروس الطاعون الأفريقي، وهو ما جعل سالاس تتعرف على حيثياته. عملت مارغريتا كأستاذة في علم الوراثة الجزيئية في كلية الكيمياء بجامعة كومبلوتنسي من عام 1968 إلى عام 1992، وأستاذة للبحوث في مركز سيفيرو أوتشوا للبيولوجيا الجزيئية من عام 1974 ومديرة المركز من عام 1992 حتى 1994, انتخبت رئيسة للجمعية الاسبانية للكيمياء الحيوية في عام 1988، كانت أيضًا مديرة لمؤسسة الأبحاث الطبية الحيوية في مستشفى غريغوريو مارانيون من 2001 وحتى 2004، كانت مسؤولة عن تطوير البحوث الإسبانية في مجال الكيمياء الحيوية والبيولوجيا الجزيئية. أشرفت على أكثر من 40 طالب دكتوراه، ونشرت أكثر من 200 مقالة علمية، كانت أستاذة فخرية في المجلس القومي للبحوث الإسبانية (CSIC) في مجال التكنولوجيا الحيوية.

## جوائز
حصلت على جوائز منها:
- جوائز لوريال-اليونسكو للمرأة في العلوم (2000)
- جائزة كارلوس فينلي اليونسكو لعلوم الأحياء الجزيئية [الإنجليزية]‏ (1991)
- جائزة المكسيك للعلوم والتقانة [الإنجليزية]‏ (1998)

## روابط خارجية
- مارغريتا سالاس على موقع IMDb (الإنجليزية)